# Komitas
Soghomon Soghomonian, ordineret og almindeligt kendt som Komitas / Komitas Vardapet (armensk: Կոմիտաս født 26. september 1869 i Kütahya i det Osmanniske Rige, død 22. oktober 1935 i Paris, Frankrig) var en armensk præst, musikforsker, komponist, arrangør, sanger og korleder, der betragtes som grundlæggeren af den armenske skole for musik. Han betragtes som en af pionererne inden for musiketnologi.

## Fodnoter
1. ↑  Armenian Music: A Comprehensive Bibliography and Discography։ Lanham, Maryland: Scarecrow Press։ ISBN 9780810849679։